# Мило Джуканович
Ми́ло Джука́нович (чорн. Milo Đukanović, Мило Ђукановић [ˈmilɔ ˈdʑukanɔʋitɕ] слухатиⓘ; нар. 15 лютого 1962, Никшич) —  чорногорський політик, президент Чорногорії з 20 травня 2018 до 20 травня 2023 рік.
Обіймав посаду прем'єра впродовж трьох термінів поспіль з 1991 по 1998 (1991—1993, 1993—1996, 1996—1998), після чого був президентом Чорногорії (1998—2002) та знову прем'єр-міністром (2003—2006). Покинувши посаду наприкінці 2006 року, повернувся в лютому 2008. Його блок переміг на дострокових парламентських виборах 2009 року, набравши 51,94 % голосів, що забезпечило Джукановичу шостий термін. Пішов у відставку в грудні 2010 за чотири дні після того, як ЄС надав Чорногорії офіційний статус кандидата на вступ до спільноти.
Також Джуканович є багаторічним президентом Демократичної партії соціалістів Чорногорії (раніше Чорногорського крила Комуністичної партії Югославії), що має більшість в парламенті країни з часу введення багатопартійної системи.
На початку своєї політичної кар'єри Джуканович був близьким соратником Слободана Милошевича. Утім 1996 року став його супротивником, відмовившись від традиційної союзницької ідеології Сербії та Чорногорії, на користь ідеї самостійності. За час його президентства 2003 року Союзна Республіка Югославія перетворилася на Державний Союз Сербії та Чорногорії, а під час його четвертого прем'єрського терміну Чорногорія проголосила незалежність (2006 року), підтверджену згодом на референдумі.
Після постійного перебування на посаді з 1991 по 2006 рік Джуканович спочатку пішов з політики в кінці 2006 року, але повернувся в офіс прем'єр-міністра в лютому 2008 року. Він знову пішов у відставку в грудні 2010 року, перш ніж повернутися в грудні 2012 року. Це його сьомий термін. Після перемоги на парламентських виборах в 2016 році Джуканович оголосив, що він знову піде у відставку як прем'єр-міністр.
Його статки становлять близько 10 мільйонів фунтів стерлінгів, і він вважається серед двадцяти найбагатших світових лідерів, а джерело його багатства вважається «таємним», згідно з британською газетою The Independent.

## Раннє життя
Мило Джуканович народився в Никшичі в сім'ї середнього класу. Його батько, Радован, був суддею, а його мати, Стана (уроджена Максимович), була медсестрою. Його було названо його бабусею по батьківській лінії на честь родича, Мило, який воював у Першій світовій війні разом із дідом Майло Блажо (1941). Його предки оселилися в районі Никшича після битви при Вучег До (1876) з племені Чево, Озриничі. Джуканович виріс у Растоваце, з молодшим братом Ако (1965 року народження) і старшою сестрою Анною (1960 року народження). Закінчив початкову і середню школу в своєму рідному місті Нікшич. Закінчив факультет економіки Університету Чорногорії у 1986 році з дипломом у галузі досліджень та галузі туризму. У ранньому віці Джуканович був завзятим баскетболістом.

## Політична кар'єра

### 1979—1989: рання політична кар'єра
У 1979 році, ще будучи в середній школі, Джуканович приєднався до Югославської комуністичної ліги, єдиної політичної партії, дозволеної законом в однопартійній політичній системі Югославії. Його батько Радован уже був впливовим членом чорногорського філії партії, який спочатку відкрив для нього багато дверей. До 1986 року він був членом-головою чорногорського філії Соціалістичного молодіжного альянсу, а також членом-головою його материнської організації на федеральному рівні.
Будучи членом різних молодіжних організацій партії, він швидко виділявся і отримав прізвисько Бритва («Пряма бритва») за свою пряму, полум'яну і сильну риторику. Постійно просуваючись партійною драбиною, до 1988 року Джуканович став членом вищого керівного органу Ліги, Центрального комітету. Це останнє засідання комітету, і він став його наймолодшим членом.
До середини 1989 року після так званої антибюрократичної революції Джуканович став секретарем на президентство чорногорського відділення Югославської комуністичної ліги, посаду, яку він обіймав до остаточної трансформації в Демократичну партію соціалістів.

### 1989—1991: прихід до влади в Чорногорії
Фактично в 26 років Мило Джуканович став одним з керівників Чорногорії, хоча формально ніяких важливих постів і не займав. У 1990 році, після скасування однопартійної системи в Чорногорії, «Ліга комуністів Чорногорії» здобула переконливу перемогу на парламентських виборах. У 1991 році для багатьох стало сюрпризом призначення Мила Джукановича на пост прем'єр-міністра, оскільки більшу частину часу він перебував у тіні. У 29 років Мило став наймолодшим прем'єр-міністром у Європі на той час.

### 1991—1998 роки: перший термін повноважень прем'єр-міністра
У 1992 році партію «Ліга комуністів Чорногорії» було перейменовано на «Демократичну партію соціалістів Чорногорії» і на чергових виборах вона здобула переконливу перемогу. Завдяки близькості до тодішнього президента Югославії Милошевича і президенту Чорногорії Момира Булатовича, Джуканович обіймав пост прем'єр-міністра до 1998 року.
Навесні 1992 року розпочалася боснійська війна, і тоді як Чорногорія не брала безпосередньої участі, вона все ще відігравала певну роль. Широкомасштабне обстеження боснійських мусульманських біженців в Чорногорії і їх подальша передача в армію Республіки Сербської (ВРС) відбулися, а Джуканович був прем'єр-міністром; протягом 23 днів чорногорська поліція і югославські спецслужби вистежили боснійських мусульманських біженців, а 200 біженців були передані. У 1991—1997 роках він вибудовувався в політику Милошевича. На внутрішньому політичному фронті в 1992 році Джуканович став брати участь у запеклому політичному зіткненні з хорватським чорногорським художником і активістом Корпусу Требінье в сусідній Герцеговині.
Обіймаючи посаду прем'єр-міністра, він всіляко виступав проти розвалу Югославії, і навіть спрямовував війська в Хорватію, коли вона спробувала вийти зі складу Югославії. У 1997 році Мило Джуканович вирішив висунути свою кандидатуру на пост президента Чорногорії. У першому турі виборів він поступився Булатовичу всього близько 2000 голосами, а в другому турі і зовсім зміг випередити суперника. Багато в чому перемогу визначило те, що Булатович залишався вірним союзником Милошевича, який відразу перетворився на злочинця в очах світової спільноти. Незважаючи на протести соратників Булатовича і розігрування ними сцен насильства, Мило Джуканович був приведений до присяги як президент Чорногорії в січні 1998 року.

### 1998—2002 роки: президент Чорногорії
У 1998 році Захід почав відмовлятися від Милошевича. Джуканович став автоматичним місцевим союзником у цьому політичному зсуві. Це було особливо очевидно після закінчення бомбардування НАТО в Югославії, коли країна занурилася в глибоку міжнародну ізоляцію. Милошевич та інші члени вважалися представниками західного уряду, тому Джуканович став одним із небагатьох обраних політиків в Югославії, з якими вони відкрито спілкувалися. Вони були готові ігнорувати комуністичне минуле Джукановича, початкову позицію в період до війни і зростаючі докази злочинної участі, дозволяючи йому регулярно зустрічатися з посадовими особами адміністрації Клінтона, такими як державний секретар Мадлен Олбрайт, міністр оборони Вільям Коен, радник з національної безпеки Сенді Бергер, а також прем'єр-міністр Великої Британії Тоні Блер, міністром закордонних справ Великої Британії Робіном Куком і генеральним секретарем НАТО Хав'єром Соланою протягом всього цього періоду.
Після війни в Югославії Джуканович усіляко намагався зберегти Чорногорію в складі Союзної Республіки Югославії. У 1999 році він заявив:  «Чорногорія — не Словенія, вона є складовою частиною Югославії, і ми хочемо їй залишатися і далі». З 2000 року, коли до влади в Белграді прийшли Зорана Джинджича і Воїслав Коштуніца, відносини Джукановича з Югославією були сильно зіпсовані. Після цього він уже став активно виступати за незалежність Чорногорії.

### 2002—2006: Другий термін як прем'єр-міністр
У 2002 році Джуканович і прем'єр-міністр Вуянович домовилися про обмін посадами. Джуканович не балотувався на пост президента на виборах 2002 року, а Вуянович замінив його кандидатом у ДПС. 25 листопада 2002 року Джуканович подав у відставку як президент за кілька місяців до закінчення терміну повноважень, щоб знову стати прем'єр-міністром. Вуянович, який пішов у відставку як прем'єр-міністр на початку місяця, щоб стати спікером чорногорського парламенту, був приведений до присяги як виконувач обов'язків президента. Джуканович зайняв пост прем'єр-міністра 8 січня 2003 року. Вуянович змінив його на посту президента 22 травня 2003 року.
Від повалення Милошевича до визнання незалежності Чорногорії в червні 2006 року Джуканович сперечався зі Сербією з питання про незалежність Чорногорії. Його політика про-незалежності призвела до компромісу, який дехто[хто?] вважає нав'язаним Європейським Союзом і його новим керівником зовнішньої політики Хав'єром Соланою, із заміною Союзної Республіки Югославії Сербією і Чорногорією, але це також викликало критику деяких його прихильників, які хотіли, щоб він домагався повної незалежності[прояснити]. Зрештою він став найгучнішим прихильником чорногорського референдуму про незалежність у травні 2006 року. При явці 86,5 % 55,5 % проголосували за незалежність.
У червні 2006 року парламент призначив Джукановича першим міністром оборони. Джуканович також був президентом Національної ради зі сталого розвитку, членом Ради з європейської інтеграції та президент правління Агентства зі сприяння іноземним інвестиціям.

### 2008—2010: Третій термін як прем'єр-міністр
20 лютого 2008 року президент Вуянович висунув Джукановича на пост прем'єр-міністра після відходу Штурановича через хворобу. [21] 29 лютого 2008 він був обраний прем'єр-міністром. Його партія виграла парламентські вибори 2009 року.
З 2008 року час Джукановича в офісі було відзначено просуванням процесів інтеграції ЄС і НАТО, у яких Чорногорія в основному випереджала своїх сусідів. [22] Тим часом, 9 жовтня 2008 року, Чорногорія визнала незалежність Косово, ставши четвертою колишньою югославською республікою, яка визнала Косово. На парламентських виборах 2009 року коаліція Джукановича знову отримала більшість місць.
Чорногорія подала заявку на членство в ЄС у грудні 2008 року. 22 липня 2009 року комісар ЄС з розширення Оллі Рен передав опитувальник Комісії Джуканович в Подгориці і 9 грудня 2009 року, Джуканович передав відповіді Чорногорії на опитувальник Комісії в Брюсселі. Того ж року Чорногорія домоглася лібералізації візового режиму з ЄС. 1 травня 2010 набрала чинності Угода про стабілізацію та асоціацію (SAA). [23] 17 грудня 2010 року Чорногорія стала офіційним кандидатом у ЄС. Щодо заявки Чорногорії на вступ в НАТО, то союзники вирішили надати План дій щодо членства (MAP) у грудні 2009 року.

### 2010—2012: відставка і другий вихід на пенсію
Після подачі вказівок він пішов у відставку після того, як Європейський Союз надав офіційний статус кандидата на членство в Чорногорії, яке він зробив 17 грудня 2010 року. Джуканович пішов з поста прем'єр-міністра 21 грудня 2010 року. Керівництво його партії запропонувало заступникові прем'єр-міністра і міністра фінансів Ігорю Лукшичу очолити новий уряд. [25] Лукшич був затверджений як новий прем'єр-міністр парламентом Чорногорії 29 грудня 2010 року. [26]
Точно так же, як востаннє, коли він пішов у відставку, Джуканович знову зберіг головування в партії ДПС. Крім того, він не виключив можливих майбутніх кампаній для державної посади, в тому числі 2013 роки для президента Чорногорії або балотуватися на новий термін перебування на посаді прем'єр-міністра.

### 2012—2016: Четвертий термін як прем'єр-міністр
Після парламентських виборів 14 жовтня 2012 року Джуканович повідомив президенту Вуяновичу, що він здатний сформувати уряд. Його кабінет було затверджено парламентом 4 грудня 2012 року, Джуканович повернувся в офіс прем'єр-міністра того ж дня. Разом з Віктором Орбаном з Угорщини Джуканович посів друге місце після Володимира Путіна у премії «Людина року в організованій злочинності» за організовану злочинність і корупцію в 2014 році, визнаний «людиною, яка максимально використовує і сприяє організованій злочинній діяльності».

### 2018—2020: президент Чорногорії
У березні 2020 року заявив, що за допомогою «церковних протестів» Сербія і Росія намагаються знищити Чорногорію. Також звинуватив Сербську православну церкву у підтримці ідеї Великої Сербії, тобто сепаратизмі. Неодноразово підтримував надання автокефалії Чорногорській православній церкві та виступав за її відновлення.